# Adi Hütter
Adi Hütter (Hohenems, 11 februari 1970) is een Oostenrijks voetbalcoach en voormalig voetballer. Hij werd in juli 2023 aangesteld als coach van AS Monaco.

## Spelerscarrière
Hütter begon als jeugdspeler bij SC Rheindorf Altach en stroomde in het seizoen 1987-88 door naar het eerste elftal. Via LASK en Grazer AK belandde Hütter in 1993 bij SV Casino Salzburg. Met Casino Salzburg behaalde hij in het 1993/94 de finale tegen Inter Milaan. Hij kwam enkel in de terugwedstrijd in actie. Salzburg verloor over twee wedstrijden de finale met 0–2. Na zeven seizoenen Salzburg tekende hij in 2000 opnieuw een contract bij Grazer AK. Na nog drie seizoen bij Kapfenberger SV beëindigde Hütter zijn carrière bij RB Juniors, het tweede elftal van Red Bull Salzburg.
Hütter debuteerde op 23 maart 1994 in het Oostenrijks voetbalelftal tegen Hongarije. Hij maakte in zijn tweede interland tegen Schotland op 20 april 1994 zijn eerste doelpunt in het nationale elftal. In totaal kwam hij veertien keer in actie voor de nationale ploeg en kwam daarin driemaal tot scoren.

## Trainerscarrière
Na zijn actieve carrière als voetballer begon Hütter in het seizoen 2007/08 als assistent bij RB Juniors. Het seizoen daarop werd hij er hoofdcoach. Vervolgens maakte hij in 2009 de overstap naar Rheindorf Altach en werd zo coach bij de ploeg waar het voor Hütter allemaal begon. In zijn derde seizoen werd hij vroegtijdig bedankt voor bewezen diensten en werd bij Altach opgevolgd door Edi Stöhr. Vervolgens tekende hij een contract bij SV Grödig waarmee hij in het seizoen 2012/13 de promotie afdwong naar de Bundesliga. In het seizoen 2013/14 behaalde hij als promovendus de derde plaats en een bijhorend ticket voor Europees voetbal. Dit lokte de belangstelling van Red Bull Salzburg alwaar hij een contract voor twee seizoenen tekende. Hij volgde er Roger Schmidt op. Na het seizoen 2014/15, waar Hütter zowel de titel als de beker won maakte hij de overstap naar BSC Young Boys. Zijn contract werd ontbonden door een verschil in inzichten over bepaalde doelstellingen. In het seizoen 2017/18 slaagde hij erin om na 32 jaar de titel aan de Young Boys te schenken. Dat betekende ook meteen zijn afscheid waarna hij een contract voor 3 seizoenen tekende bij Eintracht Frankfurt als opvolger van Niko Kovač. De competitie 2018/19 startte zeer pover met daarenboven een vroege bekeruitschakeling. Vanaf september 2018 begonnen de resultaten te komen en bleef Eintracht Frankfurt elf wedstrijden ongeslagen. Een gelijkend, succesvol, parcours werd afgelegd in de Europa League. Het slaagde erin om, als eerste Duitse ploeg, alle groepswedstrijden te winnen. De ploeg bereikte de halve finale alwaar, na het nemen van strafschoppen, verloren werd van Chelsea FC, de latere eindwinnaar. Door de lezers van Bild werd Hütter op het einde van het seizoen verkozen tot trainer van het jaar. Eintracht Frankfurt werd verkozen tot ploeg van het jaar. In 2021 wisselde hij naar Borussia Mönchengladbach. Daarmee werd hij in zijn eerste seizoen bij de club tiende in de Bundesliga. De club en hij namen daarop na een jaar afscheid van elkaar. Na twaalf maanden zonder club, werd Hütter in juli 2023 aangesteld als hoofdtrainer bij AS Monaco. Hier werd hij de opvolger van Philippe Clement, die de Monegasken in het voorgaande seizoen naar de zesde plaats in de Ligue 1 leidde en daarmee niet voldeed aan de verwachtingen.

## Statistieken
| Seizoen        | Club                | Land                | Competitie        | Competitie | Competitie | Beker | Beker | Europa | Europa | Totaal | Totaal |
| Seizoen        | Club                | Land                | Competitie        | Wed        | Goals      | Wed   | Goals | Wed    | Goals  | Wed    | Goals  |
| -------------- | ------------------- | ------------------- | ----------------- | ---------- | ---------- | ----- | ----- | ------ | ------ | ------ | ------ |
| 1987/88        | SC Rheindorf Altach | Vlag van Oostenrijk | Regionalliga West | 21         | 0          | 0     | 0     | 0      | 0      | 21     | 0      |
| 1988/89        | Grazer AK           | Vlag van Oostenrijk | 2. Liga           | 3          | 0          | 0     | 0     | 0      | 0      | 3      | 0      |
| 1989/90        | LASK                | Vlag van Oostenrijk | 2. Liga           | 0          | 0          | 0     | 0     | 0      | 0      | 0      | 0      |
| 1990/91        | LASK                | Vlag van Oostenrijk | 2. Liga           | 5          | 0          | 0     | 0     | 0      | 0      | 5      | 0      |
| 1991/92        | SC Rheindorf Altach | Vlag van Oostenrijk | 2. Liga           | 34         | 6          | 0     | 0     | 0      | 0      | 34     | 0      |
| 1992/93        | Grazer AK           | Vlag van Oostenrijk | 2. Liga           | 33         | 10         | 0     | 0     | 0      | 0      | 33     | 10     |
| 1993/94        | SV Casino Salzburg  | Vlag van Oostenrijk | Bundesliga        | 27         | 3          | 0     | 0     | 10     | 0      | 37     | 6      |
| 1994/95        | SV Casino Salzburg  | Vlag van Oostenrijk | Bundesliga        | 28         | 2          | 1     | 0     | 7      | 1      | 36     | 3      |
| 1995/96        | SV Casino Salzburg  | Vlag van Oostenrijk | Bundesliga        | 34         | 1          | 1     | 0     | 2      | 0      | 37     | 1      |
| 1996/97        | SV Casino Salzburg  | Vlag van Oostenrijk | Bundesliga        | 27         | 6          | 4     | 2     | 0      | 0      | 31     | 8      |
| 1997/98        | SV Casino Salzburg  | Vlag van Oostenrijk | Bundesliga        | 25         | 0          | 3     | 0     | 1      | 0      | 29     | 0      |
| 1998/99        | SV Casino Salzburg  | Vlag van Oostenrijk | Bundesliga        | 33         | 2          | 4     | 0     | 8      | 2      | 45     | 4      |
| 1999/00        | SV Casino Salzburg  | Vlag van Oostenrijk | Bundesliga        | 28         | 2          | 4     | 2     | 0      | 0      | 32     | 4      |
| 2000/01        | Grazer AK           | Vlag van Oostenrijk | Bundesliga        | 21         | 2          | 0     | 0     | 4      | 0      | 25     | 2      |
| 2001/02        | Grazer AK           | Vlag van Oostenrijk | Bundesliga        | 8          | 0          | 0     | 0     | 1      | 0      | 9      | 0      |
| 2002/03        | Kapfenberger SV     | Vlag van Oostenrijk | 2. Liga           | 30         | 7          | 2     | 1     | 0      | 0      | 32     | 8      |
| 2003/04        | Kapfenberger SV     | Vlag van Oostenrijk | 2. Liga           | 30         | 5          | 0     | 0     | 0      | 0      | 30     | 5      |
| 2004/05        | Kapfenberger SV     | Vlag van Oostenrijk | 2. Liga           | 31         | 4          | 2     | 0     | 0      | 0      | 33     | 0      |
| 2005/06        | RB Juniors          | Vlag van Oostenrijk | Regionalliga West | 26         | 4          | 0     | 0     | 0      | 0      | 26     | 4      |
| 2006/07        | RB Juniors          | Vlag van Oostenrijk | Regionalliga West | 14         | 0          | 3     | 0     | 0      | 0      | 17     | 0      |
| Carrièretotaal | Carrièretotaal      | Carrièretotaal      | Carrièretotaal    | 458        | 54         | 24    | 5     | 33     | 31     | 515    | 62     |

## Palmares

### Als speler
| Nationaal                 |    |                  |
| Oostenrijks kampioen      | 3x | 1994, 1995, 1997 |
| Oostenrijkse voetbalbeker | 1x | 2002             |
| Regionalliga West         | 1x | 2007             |

### Als trainer
| Nationaal                 |    |      |
| Oostenrijks kampioen      | 1x | 2015 |
| Zwitsers kampioen         | 1x | 2018 |
| Oostenrijkse voetbalbeker | 1x | 2015 |
| 2. Liga                   | 1x | 2013 |

1 Majecki ·
2 Vanderson ·
3 Dier ·
4 Teze ·
5 Kehrer ·
6 Zakaria  ·
7 Ben Seghir ·
8 Pogba ·
9 Balogun ·
10 Golovin ·
11 Akliouche ·
12 Henrique ·
13 Mawissa ·
15 Camara ·
16 Köhn ·
17 Singo ·
18 Minamino ·
20 Ouattara ·
21 Ilenikhena ·
22 Salisu ·
27 Diatta ·
31 Fati ·
36 Embolo ·
37 Diop ·
50 Lienard ·
88 Magassa ·
Coach: Hütter
· Assistent-coach: Perrinelle